# 테레호보역
테레호보역(러시아어: Терехово)은 2021년 12월 7일에 개장한 모스크바 지하철 볼샤야 콜체바야 선의 역이다.